# Adolf Gottlieb Fiedler
Adolf Gottlieb Fiedler, auch Adolf Gottlob Fiedler (* 1771 in Dresden; † 12. August 1850 ebenda) war ein deutscher Unternehmer in Sachsen und Polen.

## Leben
Adolf Fiedler war der Sohn von Christian Gottlob Fiedler und einer der größten Industriellen Webereibesitzer in Sachsen Anfang des 19. Jahrhunderts. Der Sitz seiner Unternehmungen war Oederan in Sachsen. Er unterhielt weitere Fabriken in Kalisch und Opatowek (beide in Polen), Wegefarth, Wingendorf, Falkenau und ein Steinkohlenwerk in Berthelsdorf, letztere alle in Sachsen. Wie andere Industrielle expandierte er nach Osteuropa. Fiedler gründete 1824 seine produktivste Fabrik in Opatowek, Polen. Hier fanden die Investoren nach den Weberaufständen billige Arbeitskräfte und großzügige Kredite des polnischen Staates vor. Ein weiteres Kriterium war die vor Ort vorhandene Wasserkraft zum Betreiben der Webstühle. Die industriellen Neugründungen wurden von Fachpersonal aus Sachsen und Böhmen begleitet. Fiedlers Stoffe gewannen viele Preise und waren für ihre hohe Qualität bekannt. Die Fabrik von Opatowek beschäftigte etwa 600 Mitarbeiter. Fiedler war auch Bürgermeister von Oederan.
Er hatte einen Sohn: Eduard Magnus.